# Liste der Baudenkmäler in Schönau an der Brend
Auf dieser Seite sind die Baudenkmäler in der unterfränkischen Gemeinde Schönau an der Brend zusammengestellt. Diese Tabelle ist eine Teilliste der Liste der Baudenkmäler in Bayern. Grundlage ist die Bayerische Denkmalliste, die auf Basis des Bayerischen Denkmalschutzgesetzes vom 1. Oktober 1973 erstmals erstellt wurde und seither durch das Bayerische Landesamt für Denkmalpflege geführt wird. Die folgenden Angaben ersetzen nicht die rechtsverbindliche Auskunft der Denkmalschutzbehörde.
 Diese Liste gibt den Fortschreibungsstand vom 4. Juni 2019 wieder und enthält 33 Baudenkmäler, die alle nachqualifiziert sind.

## Ensembles

### Ensemble Rhönstraße
Durch den Ortskern des Dorfes, dessen urkundliche Ersterwähnung in das Jahr 1234 zurückreicht, verläuft die Rhönstraße (Lage). Die Straße ist beiderseitig von Bauernhöfen begleitet. Deren Wohnhäuser wenden in relativ gleichmäßiger Folge der Straße ihre Giebelseite zu. Rückwärtig bilden die Hofstellen einen weitgehend geschlossenen Scheunenrand mit anschließenden Garten- und Wiesenflächen. Der Baubestand des 18./19. Jahrhunderts, teilweise mit dekorativem Fachwerk, zeigt, obwohl von Neubauten durchsetzt, ein Ortsbild von hoher Geschlossenheit. Aktennummer: E-6-73-163-1.

## Baudenkmäler nach Gemeindeteilen

### Schönau
| Lage                                                              | Objekt                                                           | Beschreibung | Akten-Nr.     | Bild                                                             |
| ----------------------------------------------------------------- | ---------------------------------------------------------------- | --- | ------------- | ---------------------------------------------------------------- |
| Am Kirchberg 3 (Standort)                                         | Ehemaliges Schulhaus                                             | Zweigeschossiger Satteldachbau, Massivbau verputzt, mit originaler Haustür, Mitte 19. Jahrhundert | D-6-73-163-1  | weitere Bilder                                                   |
| Am Kirchberg 5 (Standort)                                         | Pfarrhaus                                                        | Zweigeschossiger Satteldachbau mit Rundbogenfenstern, 19. Jahrhundert, im Kern 1617 | D-6-73-163-2  | weitere Bilder                                                   |
| Am Kirchberg 5, am Fuß des Kirchbergs vor dem Brauhaus (Standort) | Steinkreuz                                                       | Am Kreuzfuß mit Lamm Gottes über Tabernakel, Sockel mit Inschrift in ovalem Kranz, 1836 | D-6-73-163-34 | weitere Bilder                                                   |
| Am Kirchberg 7 (Standort)                                         | Katholische Kuratiekirche St. Laurentius                         | Nachgotischer Saalbau mit Satteldach, eingezogener polygonaler Chor, Chorseitenturm mit Spitzhelm, bezeichnet „1608“ und „1614,“ Sakristeianbau bezeichnet „1908“; mit Ausstattung                                        | D-6-73-163-3  | weitere Bilder                                                   |
| Nähe Am Kirchberg (Standort)                                      | Kirchhofmauer                                                    | In Teilen nordöstlich und östlich der Kirche wohl noch um 1600, Mauerverlauf zweite Hälfte 19. Jahrhundert verändert, ehemaliges Kirchhofportalgewände am Ende des Treppenaufgangs zum Kirchberg, 18. Jahrhundert         | D-6-73-163-3  | weitere Bilder                                                   |
| B 279 (Standort)                                                  | Meilensäule                                                      | Sandstein, drittes Viertel 19. Jahrhundert | D-6-73-163-37 | BW                                                               |
| Nähe Burgwallbacher Straße (Standort)                             | Ehemaliges Brauhaus                                              | Zweigeschossiger Satteldachbau, Bruchstein und Fachwerk, 1851 | D-6-73-163-5  | weitere Bilder                                                   |
| Nähe Gartenstraße (Standort)                                      | Bildstock                                                        | Reliefs Kreuzigungsgruppe und Weltenrichter, Sandstein, 1621 | D-6-73-163-6  | weitere Bilder                                                   |
| Nähe Rhönstraße (Standort)                                        | Wirtschaftsgebäude                                               | Giebelständiger Bruchsteinbau mit Satteldach, bezeichnet „1844“ | D-6-73-163-8  | BW                                                               |
| Obere Au, Ortsausgang nach Wegfurt (Standort)                     | Kriegergedächtnisstätte für die Gefallenen des Ersten Weltkriegs | Bruchsteinkapelle mit Satteldach; mit Ausstattung | D-6-73-163-17 | Kriegergedächtnisstätte für die Gefallenen des Ersten Weltkriegs |
| Rhönstraße 17 (Standort)                                          | Bauernwohnhaus                                                   | Giebelständig, zweigeschossig, massives Erdgeschoss, Fachwerkobergeschoss mit geschnitzten Eckständern, Satteldach, 18./19. Jahrhundert                                                                                   | D-6-73-163-7  | Bauernwohnhaus                                                   |
| Rhönstraße 33 (Standort)                                          | Bauernhaus                                                       | Zweigeschossiger Fachwerkbau mit Satteldach, 18. Jahrhundert | D-6-73-163-9  | BW                                                               |
| Rhönstraße 35 (Standort)                                          | Bauernwohnhaus                                                   | Giebelständig, zweigeschossig, Fachwerk, Satteldach, 18. Jahrhundert, rückwärtig massiv erweitert | D-6-73-163-10 | weitere Bilder                                                   |
| Rhönstraße 37 (Standort)                                          | Bauernwohnhaus                                                   | Giebelständiger Satteldachbau, massives Erdgeschoss, straßenseitig mit Zierfachwerk, um 1700 | D-6-73-163-11 | weitere Bilder                                                   |
| Rhönstraße 41 (Standort)                                          | Bauernwohnhaus                                                   | Giebelständig, zweigeschossig, massives Erdgeschoss, Obergeschoss mit Zierfachwerk und geschnitzten Eckständern, Satteldach, bezeichnet „1710“                                                                            | D-6-73-163-12 | weitere Bilder                                                   |
| Rhönstraße 43 (Standort)                                          | Bauernwohnhaus                                                   | Giebelständig, zweigeschossig, Fachwerk, Satteldach, 18. Jahrhundert | D-6-73-163-13 | weitere Bilder                                                   |
| Rhönstraße 55 (Standort)                                          | Bauernhof in Ecklage, Wohnhaus                                   | Giebelständig, zweigeschossig, massives Erdgeschoss, Fachwerkobergeschoss, Satteldach, um 1700 | D-6-73-163-14 | weitere Bilder                                                   |
| Rhönstraße 55 (Standort)                                          | Bauernhof in Ecklage, Fachwerkscheune                            | Rückwärtig angefügt, Zweite Hälfte 19. Jahrhundert | D-6-73-163-14 | weitere Bilder                                                   |
| Rhönstraße 60 (Standort)                                          | Ehemaliges Jagdhaus, Haupthaus                                   | Langgestreckter zweigeschossiger Traufseitbau mit Krüppelwalmdach, Obergeschoss mit Tanzsaal verbrettert mit Balkon, Schweizerhausstil, 1904, Erdgeschoss mit Neurokokolüftlmalerei, bezeichnet „E[ulogius]. Böhler 1911“ | D-6-73-163-16 | weitere Bilder                                                   |
| Rhönstraße 60 (Standort)                                          | Garagenbau                                                       | Westlich angefügt, eingeschossig, mit Mansarddach, 1911 | D-6-73-163-16 | weitere Bilder                                                   |

### Burgwallbach
| Lage                                                                 | Objekt                                         | Beschreibung | Akten-Nr.     | Bild                |
| -------------------------------------------------------------------- | ---------------------------------------------- | --- | ------------- | ------------------- |
| Auerhahnstraße (Standort)                                            | Heiligenhäuschen                               | Altarblock mit übergiebelter Heiligennische, Ende 18. Jahrhundert | D-6-73-163-29 | BW                  |
| Burgweg 1 (Standort)                                                 | Ruine Burg Wallbach                            | Reste Kellergewölbe einer kleinen Wasserburg über aus einem kleineren und einem größeren Quadrat zusammengesetzten Grundriss, 13./14. Jahrhundert | D-6-73-163-21 | Ruine Burg Wallbach |
| Burgweg 7 (Standort)                                                 | Ehemaliges Forsthaus                           | Kleine dreiseitige Gutshofanlage, 18./19. Jahrhundert, zurückgesetzter traufständiger Hauptbau, über hohem Sockel zweigeschossig mit Halbwalmdach | D-6-73-163-20 | BW                  |
| Burgweg 7 (Standort)                                                 | Linkes Nebengebäude                            | dem Forsthaus vorgelagert, eingeschossiger, giebelständiger Halbwalmdachbau | D-6-73-163-20 | BW                  |
| Burgweg 7 (Standort)                                                 | Rechtes Nebengebäude                           | Dem Forsthaus vorgelagert, eingeschossiger, giebelständiger Halbwalmdachbau | D-6-73-163-20 | BW                  |
| Burgweg 7 (Standort)                                                 | Hofmauer mit Tor                               | Zwischen den Nebengebäuden | D-6-73-163-20 | BW                  |
| Kirchweg 4 (Standort)                                                | Friedhofskreuz                                 | Sandstein, von 1858 | D-6-73-163-19 | weitere Bilder      |
| Kirchweg 4 (Standort)                                                | Katholische Pfarrkirche Heilige Dreifaltigkeit | Chorturmkirche, Kernbau 1571, viergeschossiger Chorturm mit Spitzhelm, Langhaus mit Satteldach, barocke Überformung von Langhaus und Chorerdgeschoss mit geohrten hochrechteckigen Fenstern, sowie Sakristeianbau mit Mansardwalmdach 18. Jahrhundert, moderne Erweiterung nach Westen mit vortretendem Eingangsbereich und vortretender Taufkapelle 1960er/1970er Jahre; mit Ausstattung | D-6-73-163-18 | weitere Bilder      |
| Kreuzbergstraße 20 (Standort)                                        | Ehemalige Gemeindekanzlei                      | Zweigeschossiger giebelständiger Halbwalmdachbau, Fachwerkobergeschoss, an den Traufseiten verputzt, erste Hälfte 19. Jahrhundert | D-6-73-163-22 | weitere Bilder      |
| Kreuzbergstraße 29, vor dem Pfarrhaus (Standort)                     | Heiligenhäuschen                               | In Form eines Blockaltars mit übergiebelter Bildnische, von 1788 | D-6-73-163-24 | BW                  |
| Kreuzbergstraße 29 (Standort)                                        | Pfarrhaus                                      | Steinbau, zweigeschossig mit Satteldach, von 1571 ff., verändert | D-6-73-163-25 | BW                  |
| Kreuzbergstraße 37 (Standort)                                        | Bauernwohnhaus                                 | Zweistöckiger giebelständiger Fachwerkbau, um 1700 | D-6-73-163-26 | weitere Bilder      |
| Nähe Kreuzbergstraße (Standort)                                      | Heiligenhäuschen                               | Mit volkstümlichem St.-Wendelin-Gemälde, Sockelinschrift „Heiliger Wendelin hilf uns“, 19. Jahrhundert | D-6-73-163-27 | BW                  |
| Seeweg 3 (Standort)                                                  | Heiligenhäuschen                               | 18. Jahrhundert | D-6-73-163-28 | weitere Bilder      |
| Unterer Weihersbach, am Parkplatz des Burgwallbacher Sees (Standort) | Heiligenhäuschen                               | Ende 18. Jahrhundert | D-6-73-163-33 | BW                  |

### Kollertshof
| Lage                                                     | Objekt                    | Beschreibung | Akten-Nr.     | Bild |
| -------------------------------------------------------- | ------------------------- | --- | ------------- | ---- |
| Kirschenrain, an der Straße nach Burgwallbach (Standort) | Heiligenhäuschen          | Mit Satteldach, 17./18. Jahrhundert, Figur neu | D-6-73-163-31 | BW   |
| Kollertshof 5; Kollertshof 7 (Standort)                  | Dreiseithof               | Zweigeschossiges Wohnhaus, Erdgeschoss ein Steinbau des 17. Jahrhunderts, Fachwerkobergeschoss und Satteldach neu, Bamberger Wappen von 1681 und 1687 | D-6-73-163-30 | BW   |
| Kollertshof 5; Kollertshof 7 (Standort)                  | Dreiseithof, Nebengebäude | Steinbau zweite Hälfte 19. Jahrhundert | D-6-73-163-30 | BW   |
| Kollertshof 5; Kollertshof 7 (Standort)                  | Dreiseithof               | Fachwerknebengebäude zweite Hälfte 19./erste Hälfte 20. Jahrhundert                                                                                   | D-6-73-163-30 | BW   |

## Ehemalige Baudenkmäler
In diesem Abschnitt sind Objekte aufgeführt, die früher einmal in der Denkmalliste eingetragen waren, jetzt aber nicht mehr. Objekte, die in anderem Zusammenhang – also z. B. als Teil eines Baudenkmals – weiter eingetragen sind, sollen hier nicht aufgeführt werden. Aktennummern in diesem Abschnitt sind ehemalige, jetzt nicht mehr gültige Aktennummern.

| Lage                                       | Objekt          | Beschreibung                                                                      | Akten-Nr.     | Bild |
| ------------------------------------------ | --------------- | --------------------------------------------------------------------------------- | ------------- | ---- |
| Schönau Rhönstraße 57 (Standort)           | Wirtshausschild | Frühes 19. Jahrhundert                                                            | D-6-73-163-15 | BW   |
| Burgwallbach Kreuzbergstraße 17 (Standort) | Wohnhaus        | Giebelständiger Fachwerkbau, zweigeschossig auf hohem Keller, 18./19. Jahrhundert | D-6-73-163-23 | BW   |